# Helmut Büsse

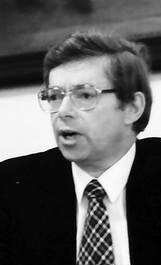
Helmut Büsse (1982)

Helmut Büsse (* 20. Februar 1930 in Düsseldorf; † 27. Februar 2024 in Merzhausen bei Freiburg im Breisgau) war ein deutscher römisch-katholischer Prälat und Theologe.

## Leben
Helmut Büsse studierte Philosophie und Theologie in Bonn, Rom und Regensburg. Am 10. Oktober 1956 empfing er die Priesterweihe für das Erzbistum Köln.
Von 1975 bis 1998 war er Professor und Ordinarius für Liturgiewissenschaft und Pastoralliturgie an der Theologischen Fakultät der Universität Freiburg. Von 1982 bis 1990 war er Sprecher der „Arbeitsgemeinschaft katholischer Liturgikdozenten im deutschen Sprachgebiet“ (AKL). Von 1993 bis 1996 war er Vorsitzender des Katholisch-Theologische Fakultätentages und anschließend Stellvertretender Vorsitzender bis zu seiner Emeritierung am 31. März 1998.
Büsse war Vorreiter in der sozialen Kommunikationsarbeit der römisch-katholischen Kirche in Deutschland. Als Wissenschaftler befasste er sich erstmals mit der Thematik der Übertragung von Gottesdiensten in Fernsehen und Rundfunk. Büsse war 1989 Verfasser der Leitlinien für Gottesdienstübertragungen (2002: Leitlinien für die mediale Übertragung von gottesdienstlichen Feiern).
Mit dem Deutschen Liturgischen Institut (DLI) erarbeitete er im Erwachsenenkatechumenat die katechetisch-liturgische Handreichung Erwachsene fragen nach der Taufe. Er war Mitglied der Arbeitsgruppe Katechumenat, aus der 2001 die  Unterkommission „Grundfragen der Gemeinde- und Sakramentenpastoral“ innerhalb der Pastoralkommission der Deutschen Bischofskonferenz entstand.
Als Mitglied der Studienkommission „Meßliturgie und Meßbuch“, die in den 1990er Jahren im Auftrag der Internationalen Arbeitsgemeinschaft (IAG) der liturgischen Kommissionen Deutschlands, Österreichs und der Schweiz arbeitete, entstanden weitere pastoralliturgische Arbeitshilfen.
Helmut Büsse starb am 27. Februar 2024 im Alter von 94 Jahren in Merzhausen und wurde auf dem Waldfriedhof in Düsseldorf-Gerresheim beigesetzt.

## Schriften
- mit Birgit Jeggle-Merz, Michael B. Merz: Fernsehübertragungen von Gottesdiensten: Chancen und Risiken. Abschlußbericht eines Forschungsprojekts in Verbindung mit der Zentralstelle Medien der Deutschen Bischofskonferenz durchgeführt vom Arbeitsbereich Liturgiewissenschaft und Pastoralliturgik im Institut für Praktische Theologie der Universität Freiburg. Deutschland: Zentralstelle Medien der deutschen Bischofskonferenz,  Freiburg 1987